# Johannes Wesling

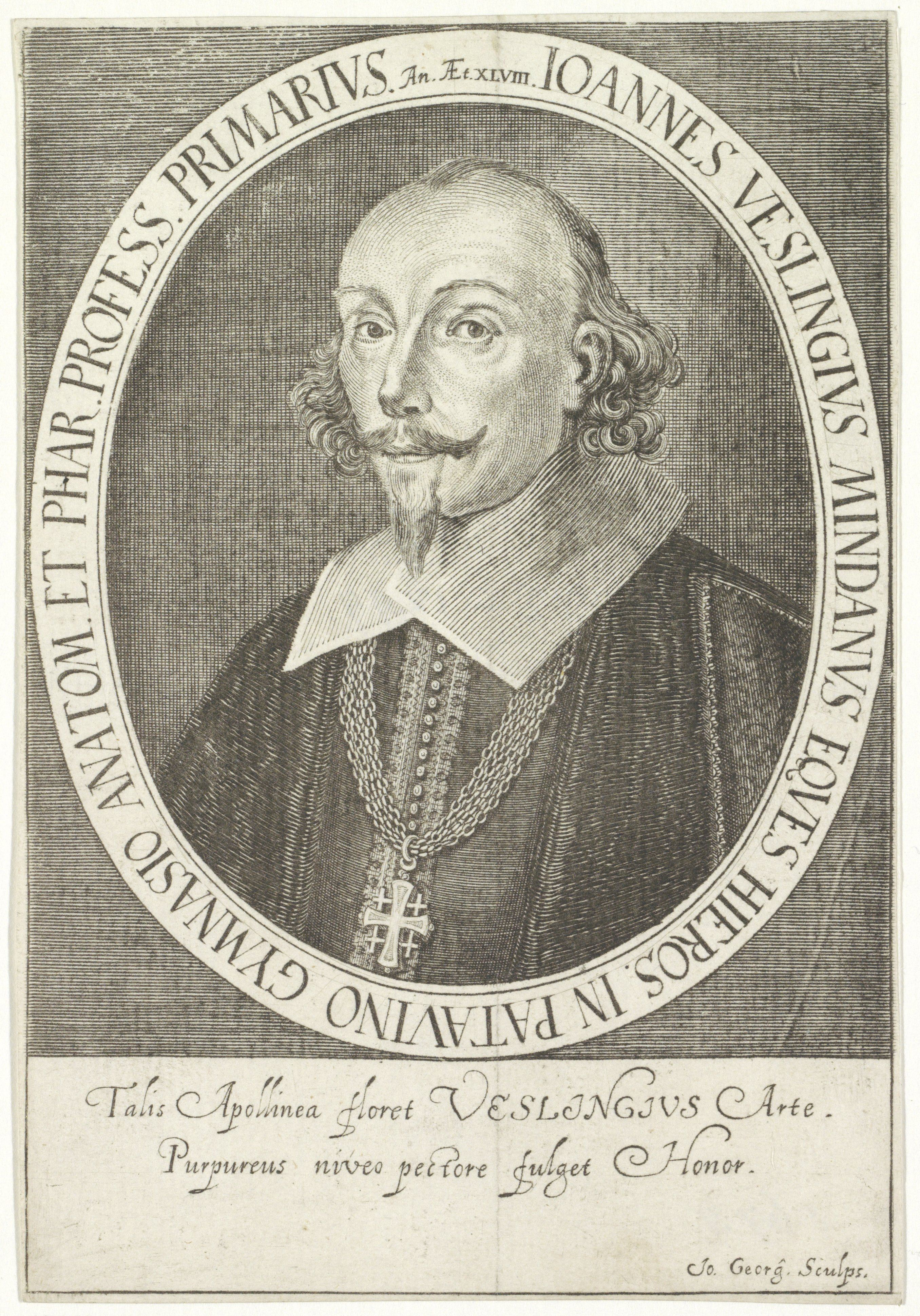
Johannes Wesling (ca. 1646)

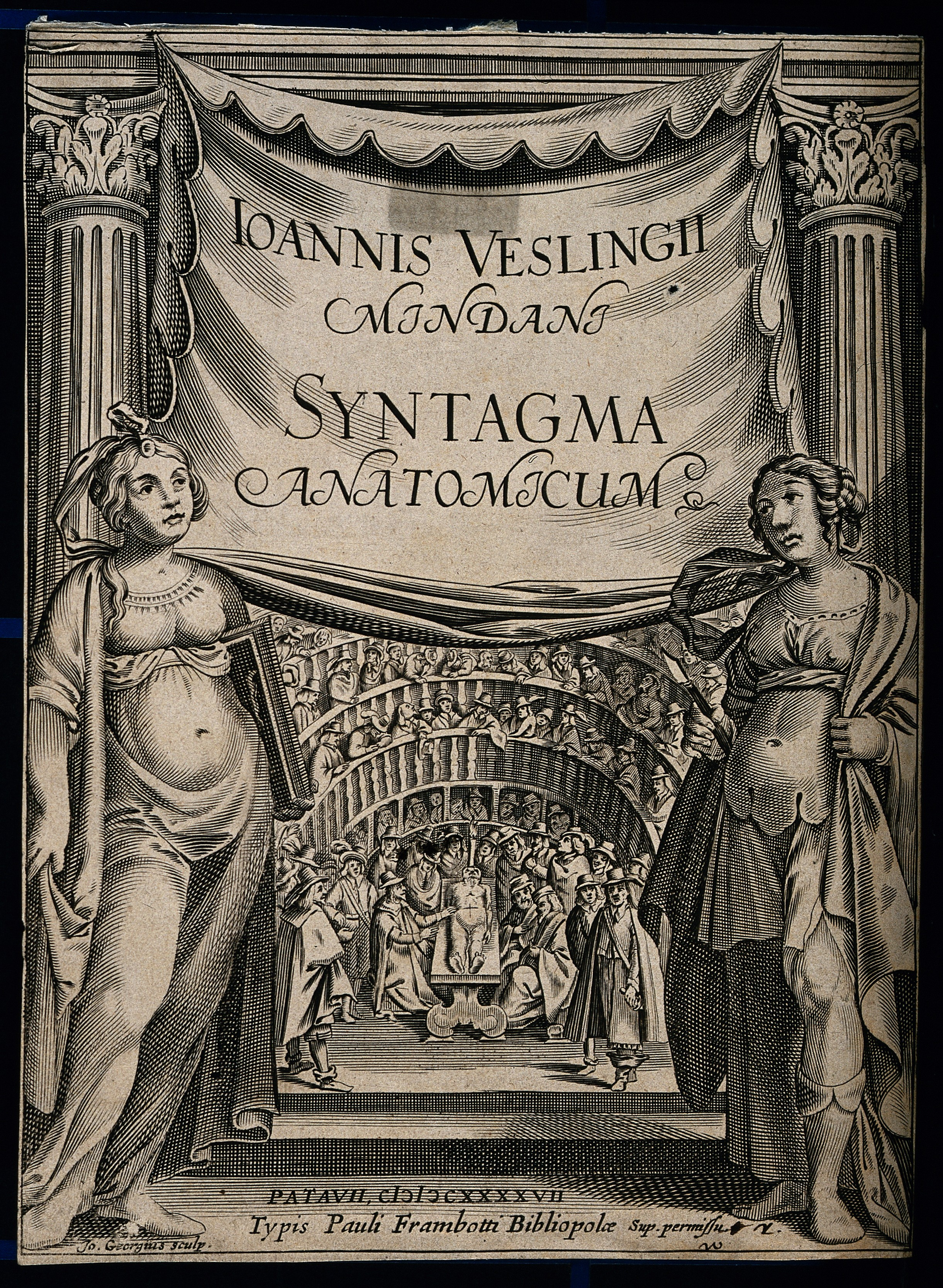
Syntagma anatomicum

Johannes Wesling, auch Johann Vesling oder Giovanni Veslingio, Ioannus Veslingus (* 1598 in Minden, Hochstift Minden; † 30. August 1649 in Padua, Republik Venedig), war ein deutscher Mediziner und Professor für Anatomie und Botanik.

## Leben
Er lehrte an der Universität Padua in Norditalien und gilt als Begründer der vergleichenden Anatomie und Embryologie.
Johannes Wesling schrieb sich am 5. November 1620 an der Universität Leiden ein, um Medizin zu studieren. 1623 wechselte er zur Reichsuniversität Groningen, 1624 an die Universität Rinteln, bevor er am 24. Juni 1625 nach Padua wechselte, wo er 1629 mit einer Dissertation über das Fieber promovierte.
Danach war er als Arzt und Chirurg in Venedig tätig. Seine erfolgreichen anatomischen Vorlesungen und Demonstrationen weckten in Padua Konkurrenzneid. Im August 1628 wurde Vesling zum Leibarzt des Gesandten Venedigs in Kairo, Alvise Cornaro, ernannt. In Ägypten reiste er viel und studierte vor allem die ägyptische Flora. Auch führte er Studien zur Hühnchenembryologie durch. 1632, nach seiner Rückkehr aus Ägypten, wurde Johannes Wesling als Ordinarius für Anatomie und Chirurgie an der Universität Padua ernannt. Diese gestaltete er sehr erfolgreich unter anderem auch durch die öffentliche Sezierung von Leichnamen, bei denen er mehrere neue Funktionen des menschlichen Körpers entdeckte. 1638 ließ er sich von seinen Lehrvorlesungen entbinden und übernahm den Lehrstuhl für Botanik bzw. Pharmazie. Seine 1638 veröffentlichten Beobachtungen unter anderem über seine Studien in Ägypten übertrafen diejenigen von Prospero Alpini auch in den Illustrationen. Im Jahr 1648 unternahm Wesling eine botanische Exkursion nach Kreta, von der er mit angeschlagenem Gesundheitszustand zurückkehrte. Er erkrankte 1649 an der Pest, an der er schließlich starb. Wesling fand seine letzte Ruhestätte angeblich im Kreuzgang der Basilika des Heiligen Antonius in Padua, wofür es jedoch keinen Beweis gibt. Das heute noch vorhandene Epitaph, welches sein Schwiegersohn Johannes Pueppa nach 1650 an einem Pfeiler in der Basilika anbringen ließ, wird von vielen Wesling-Biografen bis heute fälschlicherweise für einen Grabstein gehalten.
Das in der ostwestfälischen Stadt Minden im März 2008 eingeweihte Johannes-Wesling-Klinikum ist nach ihm benannt worden.

## Werke
- De plantis aegyptiis observationibus, Padua 1638.[1]
- Syntagma Anatomicum. Padua 1647.
- Thomas Bartholin (Hrsg.): De pullitione Aegyptiorum, postum veröffentlicht 1664.